# ایالت مصر
ایالت مصر یا مصر عثمانی نتیجه فتح مملوک مصر توسط امپراتوری عثمانی در ۱۵۱۷، پس از نبرد عثمانی-مملوک بود.